# Jezabel Vessir
Jezabel Vessir (Denver, Colorado; 13 de abril de 1990), también conocida como Jezabel Vessire, es una actriz pornográfica y modelo afroamericana.

## Filmografía (selección)
| Año  | Película                               | Productora             |
| ---- | -------------------------------------- | ---------------------- |
| 2014 | Hot Black Chicks Love Huge White Dicks | Northstar Associates   |
| 2015 | Big Natural Boobies TittyFucked        | BigTitsRoundAsses.com  |
| 2015 | Big Tits Round Asses 40                | Bang Bros              |
| 2015 | Black Girl Gloryholes 12               | Dogfart                |
| 2015 | Black in Black                         | Digital Desire         |
| 2015 | Brown Bunnies 11                       | Bang Bros              |
| 2015 | Erotic Encounters                      | Erotica X              |
| 2015 | Jezabel's Sweet Breasts                | BabyGotBoobs.com       |
| 2015 | Real Black Housewives of LA 4          | West Coast Productions |
| 2015 | We Fuck Black Girls 2                  | Dogfart                |
| 2016 | Deep Throat League                     | PervCity.com           |
| 2016 | Dirty Money                            | Wicked Pictures        |
| 2016 | Sexy Jezabel                           | BigNaturals.com        |
| 2016 | We Fuck Black Girls 5                  | Dogfart                |